# Zamek w Sławucie
Zamek w Sławucie – zabytkowy, pierwotnie drewniany zamek zbudowany w XVII wieku na wzgórzu nad prawym brzegiem rzeki Horyń w Sławucie,

## Historia
W XVII wieku istniał tu gród, otoczony parkanem dranicami pobity z ośmioma basztami i drewniany zamek. Król Polski August III Sas przywilejem nadanym w 1754 roku zezwolił miasto obwarować i nadał prawo magdeburskie. W 1720 roku miasteczko przeszło we władanie rodu Sanguszków, którzy przebudowali zamek z drewnianego na kamienny. W latach 80. XVIII w. stary kamienny i obronny zamek został przebudowany według projektu Lusena Merksa na pałac.

## Pałac
Barokowy pałac Sanguszków z półkolistą wieżą w środku znajdował się na wyniosłym wzgórzu od strony północnej. Posiadał piękną bibliotekę a niegdyś i galerię obrazów, którą przewieziono do Zasławia. Wśród obrazów znajdowało się tu ciekawe płótno, autorstwa Tomasza Dolabelli, przedstawiające Stanisława Żółkiewskiego z Wasylem Szujskimi przed królem Polski Zygmuntem III Wazą, drugi nieznanego pędzla, przedstawiający Romana Sanguszkę, hetmana litewskiego pod Ułą w 1568 r. W bibliotece, liczącej kilka tysięcy wyjątkowych dzieł, było wiele rzadkich rękopisów. Dokoła pałacu nad Horyniem rozciągał się piękny park.
- Główny artykuł: Przyjęcie Szujskich w Sali Senatu w 1611 r. (obraz Tomasza Dolabelli).

Jesienią roku 1917, zrewoltowani żołnierze rosyjscy z 264 rezerwowego pułku piechoty zaatakowali dwójkę domowników pałacu i ścigali ich pod sam park. Kozacy pałacowi przez kilka godzin stawiali opór, lecz ulegli przeważającej sile. Ordynat, ks. Roman Damian Sanguszko, w przeciwieństwie do innych domowników, nie uciekł, ale wyszedł na balkon w celu pertraktacji. Został bestialsko zamordowany.  Pałac został wtedy splądrowany, spalony a rumowisko rozebrane w roku 1922. 

Nieprawdą jest to, co wyczytałem w "Kulturze" w 50 lat po tych zdarzeniach, że to mieszkańcy Sławuty "rozprawili się z krwiopijcą". Ani ludność ukraińska, ani tym bardziej liczna ludność polska zamieszkująca w Sławucie nie brały udziału w napaści, morderstwie i rabunku. Jedynie Żydzi kupowali za grosze bezcenne skarby grabione przez buntowników [...].

Ze zbiorów pałacowych pozostał jedynie obraz św. Teresy, przeniesiony do kościoła św. Doroty; dziś ponownie czynnego i pozostającego najważniejszą pamiątką po Sanguszkach w Sławucie.